# 尤雷·兹多夫茨
尤雷·兹多夫茨（1966年12月13日—），斯洛文尼亚男子篮球运动员。他曾代表南斯拉夫国家队参加1988年夏季奥林匹克运动会篮球比赛，获得一枚银牌。